# 767

بدأ هذا العام بيوم الخميس، وهو العام السابع والستون بعد المائة السابعة من الألفية الأولى، والعام السابع والستون من القرن الثامن، والعام الثاني من العقد السبعمائة والستون

## مواليد
بشر الحافي
جعفر بن يحيى
محمد بن إدريس الشافعي
- إسحق الموصلي

## وفيات
- أبو حنيفة النعمان - فقيه وعالم مسلم.
- ابن اسحق